# Fenômeno de Koebner

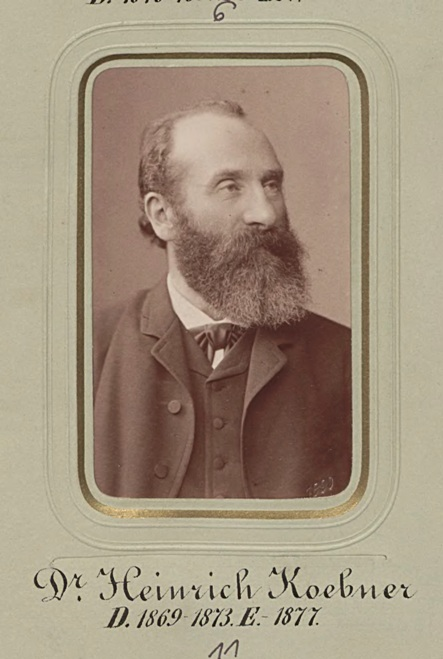
Heinrich Köbner (1838-1904)

O fenômeno (português brasileiro) ou fenómeno (português europeu) de Koebner, também chamado de resposta isomórfica, é um dos mais conhecidos na dermatologia. Um trauma em região de pele sã desencadeia, nesta, o surgimento de lesões do mesmo tipo das encontradas em outro local do corpo, nos portadores de doenças como psoríase, vitiligo e líquen plano.
Foi assim chamado por ter sido caracterizado por Heinrich Koebner,  renomado dermatologista alemão, em 1872. Este observou o surgimento de lesões de psoríase em local de escoriações devido a coçadura, tatuagens e mordidas de animais.
Este fenômeno dermatológico pode ocorrer em pessoas de qualquer idade.

## Desencadeantes
A lesão de pele característica da doença (resposta isomórfica) pode surgir em decorrência dos mais diversos traumas: mordedura de animais, lacerações, queimaduras, o uso de giletes ou ceras depilatórias, ou mesmo atrito e dermatite constantes sobre certa região da pele.
Ao surgimento desta reação pressupõe-se que a lesão esteja em sua forma ativa (portadores psoríase instável são particularmente suscetíveis, sendo frequente manifestar-se mesmo em atritos/lesões mais inusitadas, como uso de jóias, óculos e pentes). Foi comprovado como uma reação de "tudo ou nada", que se manifestará em todo local lesado, ou em nenhum.
Temporalmente, é de surgimento variável. Surge principalmente logo após a resolução da lesão, mas há relatos de intervalo de anos até o desenvolvimento da lesão.

## Formas atípicas
- A exposição solar pode levar ao que se chama de reação fotográfica de Koebner.
- O fenômeno de Koebner invertido ocorre quando uma lesão tem remissão após um trauma local ou doença sistêmica. É bastante incomum.
- Uma lesão profunda (fratura, artrite) podem originar lesão psoriásica em unhas. Denomina-se fenômeno de Koebner profundo, de ocorrência rara.

## Precauções
Arranhões na pele talvez expliquem por que o fenômeno de koebner é mais comum no cotovelo (usado como apoio em mesas), joelho (atrito com a roupa ou mesmo o chão) e couro cabeludo (atrito com escovas e pentes).
Em virtude de seus desencadeantes, a melhor forma de manejo consiste na prevenção ao máximo de lesões e traumas. Isso inclui cuidados com unhas (mantê-las curtas), pêlos, exposição ao sol e a produtos químicos. Devem ser evitados, também, tratamentos a laser e cirurgias.